# Бандуры
Бандуры (укр. Бандури) — село, 
Рыбальский сельский совет,
Ахтырский район,
Сумская область,
Украина.
Код КОАТУУ — 5920387502. Население по переписи 2001 года составляет 168 человек.

## Географическое положение
Село Бандуры находится в 2-х км от левого берега реки Грунь.
Примыкает к сёлам Беданы, Рыбальское и Шаповаловка.
К селу примыкают небольшие лесные массивы.